# Henri Wiessing
Henri Pierre Leonard Wiessing (Vlissingen, 27 juni 1878 - Amsterdam, 16 maart 1961), in zijn tijd bekend als H.P.L. Wiessing, was een Nederlands journalist.
Henri Wiessing studeerde rechten aan de Universiteit van Amsterdam en promoveerde daar in 1904. In zijn studietijd maakte hij kennis met het socialistische gedachtegoed. Van 1905-1907 was hij correspondent van het Algemeen Handelsblad. In 1907 keerde hij terug naar Amsterdam en werd hoofdredacteur van het weekblad De Groene Amsterdammer. Na een conflict vertrok hij daar en startte in 1915 de Nieuwe Groene Amsterdammer, waarvan hij de leiding had tot het blad eind 1920 ophield te bestaan. Na een lange periode van armoede werd Wiessing in 1939 redacteur toerisme van de Haagsche Post. 
Omdat hij enkele dagen vóór de Duitse inval voor zijn werk naar Parijs was gegaan, was het hem niet meer mogelijk om naar Nederland terug te gaan. In juni kwam hij terecht in Bordeaux, waar hij zijn oude vriend Hendrik Marsman en diens echtgenote Rien Marsman-Barendregt trof. Zij zouden gedrieën met een schip naar Engeland varen, maar door een toeval kon Wiessing niet mee. Het schip, de Nederlandse stoomvrachtvaarder Berenice, verging op 21 juni, mogelijk getorpedeerd door een onderzeeër. Rien Marsman overleefde als enige passagier. Wiessing had tegelijkertijd een passage op een ander schip bemachtigd, de Nigerstroom, en kwam daarmee behouden in Londen aan. In de oorlogsjaren verbleef hij in Engeland en was verbonden aan het Londense weekblad Vrij Nederland. Na terugkeer in Nederland was hij van 1946 tot 1950 hoofdredacteur van de Vrije Katheder, een tijdschrift voor kunstenaars en intellectuelen.
Wiessing besteedde zijn laatste jaren aan het schrijven van zijn biografie Bewegend portret. Levensherinneringen, dat in 1960 verscheen. Henri Wiessing overleed een jaar later ten gevolge van een auto-ongeluk.